# JazzTimes
JazzTimes es una revista estadounidense dedicada al jazz. Se publica 10 veces al año y fue fundada en Washington D. C. en 1970 por Ira Sabin como el boletín Radio Free Jazz para complementar su tienda de discos.

## Trayectoria
Tras una década de crecimiento de las suscripciones, profundización de los grupos de escritores e internacionalización, Radio Free Jazz amplió su enfoque y, a sugerencia del crítico de jazz, Leonard Feather, cambió su nombre a JazzTimes en 1980. En 1990, JazzTimes incorporó fotografías exclusivas en la portada y un diseño gráfico y artístico de mayor calidad. La revista reseña lanzamientos de audio y vídeo, conciertos, instrumentos, suministros musicales, y libros. También incluye una guía de músicos, eventos, sellos discográficos y escuelas de música. La publicación se rediseño por última vez en 2019 y las suscripciones y adquisiciones se hacen a través de su página web. La empresa editora inicial fue Guthrie Inc hasta 2009, en que fue adquirida por Madavor Media.